# Neotrygon ningalooensis
Neotrygon ningalooensis är en rockeart som beskrevs av Last, White och Melody Puckridge 20. Neotrygon ningalooensis ingår i släktet Neotrygon och familjen spjutrockor. IUCN kategoriserar arten globalt som otillräckligt studerad. Inga underarter finns listade i Catalogue of Life.